# Tranquillo Mollo
Tranquillo Maria Laurentio Mollo (* 10. August 1767 in Bellinzona, Kanton Tessin, Schweiz; † 29. März 1837 ebenda) war ein in der Schweiz gebürtiger italienischer Grafiker und Drucker, Kunst- und Musikalienhändler sowie bedeutender Kunstverleger in Wien.

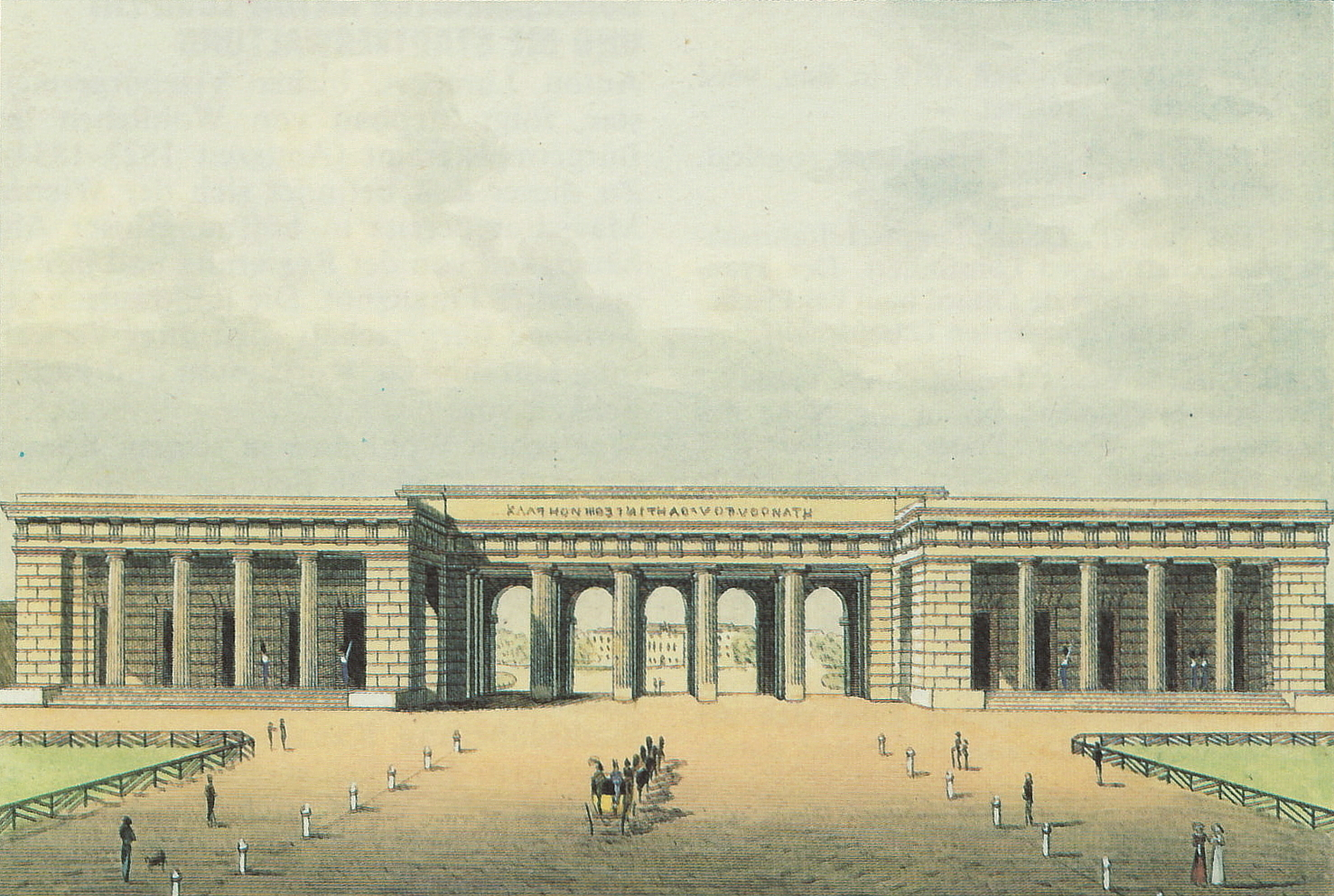
Mollo-Burgtor, Wien 1825

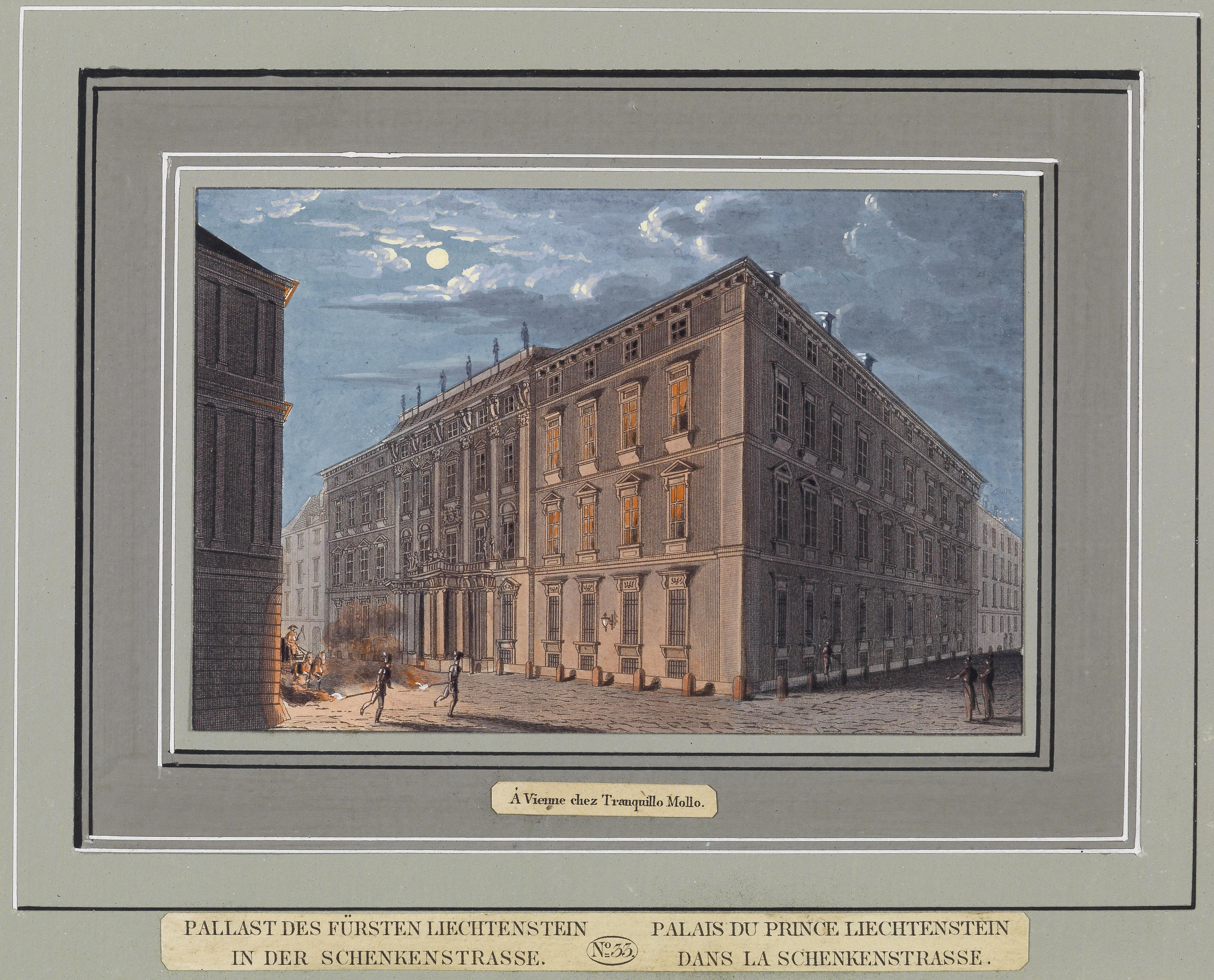
Mollo, Palais Liechtenstein, Wien 1823

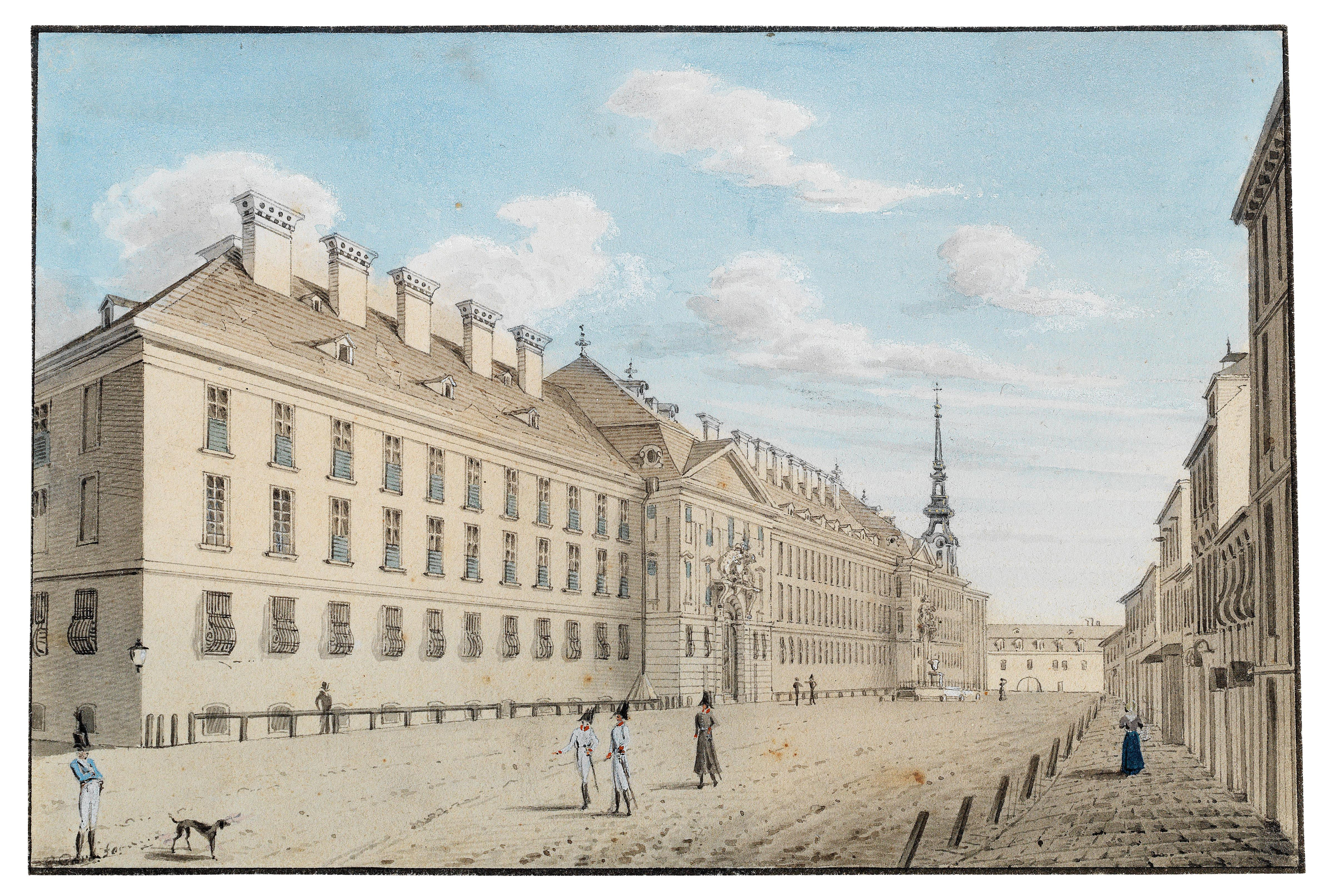
Mollo, Savoy Palast, Wien 1825

## Leben
Mollo arbeitete ab 1792 zunächst als Gehilfe im Musikverlag „Artaria & Co.“ in Wien, wurde aber schon 1793 mit dem Landsmann Giovanni Cappi Artarias Teilhaber. Hauptgesellschafter waren damals Carlo Artaria und Francesco Artaria. Am 14. Juli 1798 trennte sich Mollo von Artaria und gründete zusammen mit Franz Bernardini im Haus „Am Hof Nr. 346“ seinen eigenen Musikverlag „T. Mollo & Co.“, dem zusätzlich eine Kunst- und Landkartenhandlung angeschlossen wurde. Sein Gesellschafteranteil an Artaria wurde ihm in Verlagsartikeln ausbezahlt. Doch die Zusammenarbeit mit Bernardini hielt nur ein Jahr.
Im Jahr 1801 nahm Mollo als neuen Partner Domenico Artaria, den Sohn von Francesco Artaria, in seine Firma auf. 1802 verkaufte Carlo Artaria seine Firma an Mollo. 1804 trennte sich Mollo von seinem Partner Domenico Artaria und nannte seinen Verlag jetzt nur noch „T. Mollo“.
Mollo entwickelte sich zu einem der bedeutendsten Kunstverleger und übernahm die Führung in der österreichischen Landkarten- und Globen-Herstellung. Er arbeitete mit einigen französischen und englischen Kartenzeichnern zusammen. Besonders die Seriendrucke der Landschaftsansichten und Trachten-Abbildungen des Zeichners und Kupferstechers Wilhelm Friedrich Schlotterbeck brachten dem Unternehmen hohe Gewinne. Durch seine Drucke verbreitete sich etwa ab 1800 die in England erfundene Aquatinta-Technik im deutschsprachigen Raum. Als Musikverleger veröffentlichte er u. a. auch einige Werke Ludwig van Beethovens.
Von 1832 bis 1839 wurde die Firma durch die Söhne Eduard (1799–1842) und Florian Mollo (1803–1869) als „Kunst- und Musikalienhandlung Tranquillo Mollo's Söhne“ weitergeführt. Nach dem Tod des Vaters trennten sich aber die Söhne und führten eigene Firmen.
Am 8. Februar 1797 heiratete Mollo Dorothea Desclairs († 29. Juli 1822).

## Werke (Auswahl)
- Wien's vorzüglichste Gebäude und Monumente. Mit einer Einführung von Robert Wagner. Akademische Druck- und Verlagsanstalt, Graz 1986
- Abbildung der neuen Adjustirung der k.k. Armee, Wien 1796/98 (gemeinsam mit Joseph Georg Mansfeld)